# Mezoregion Nordeste Rio-Grandense

Mezoregion Nordeste Rio-Grandense

Mezoregion Nordeste Rio-Grandense – mezoregion w brazylijskim stanie Rio Grande do Sul, skupia 53 gminy zgrupowanych w trzech mikroregionach. Liczy 25.841,8 km² powierzchni.

## Mikroregiony
- Caxias do Sul
- Guaporé
- Vacaria